# Araucaria du Chili
Araucaria araucana
Espèce
Classification phylogénétique
Statut CITES
Statut de conservation UICN

 EN B2ab(ii,iii,v) : En danger
L’araucaria du Chili (Araucaria araucana) ou parfois le désespoir des singes, est une espèce de conifères de la famille des Araucariaceae originaire de la cordillère des Andes. L'espèce se rencontre dans les régions de Biobío et Araucanía au Chili et au Neuquén en Argentine. C'est l'arbre national (en) du Chili depuis 1990.

## Description

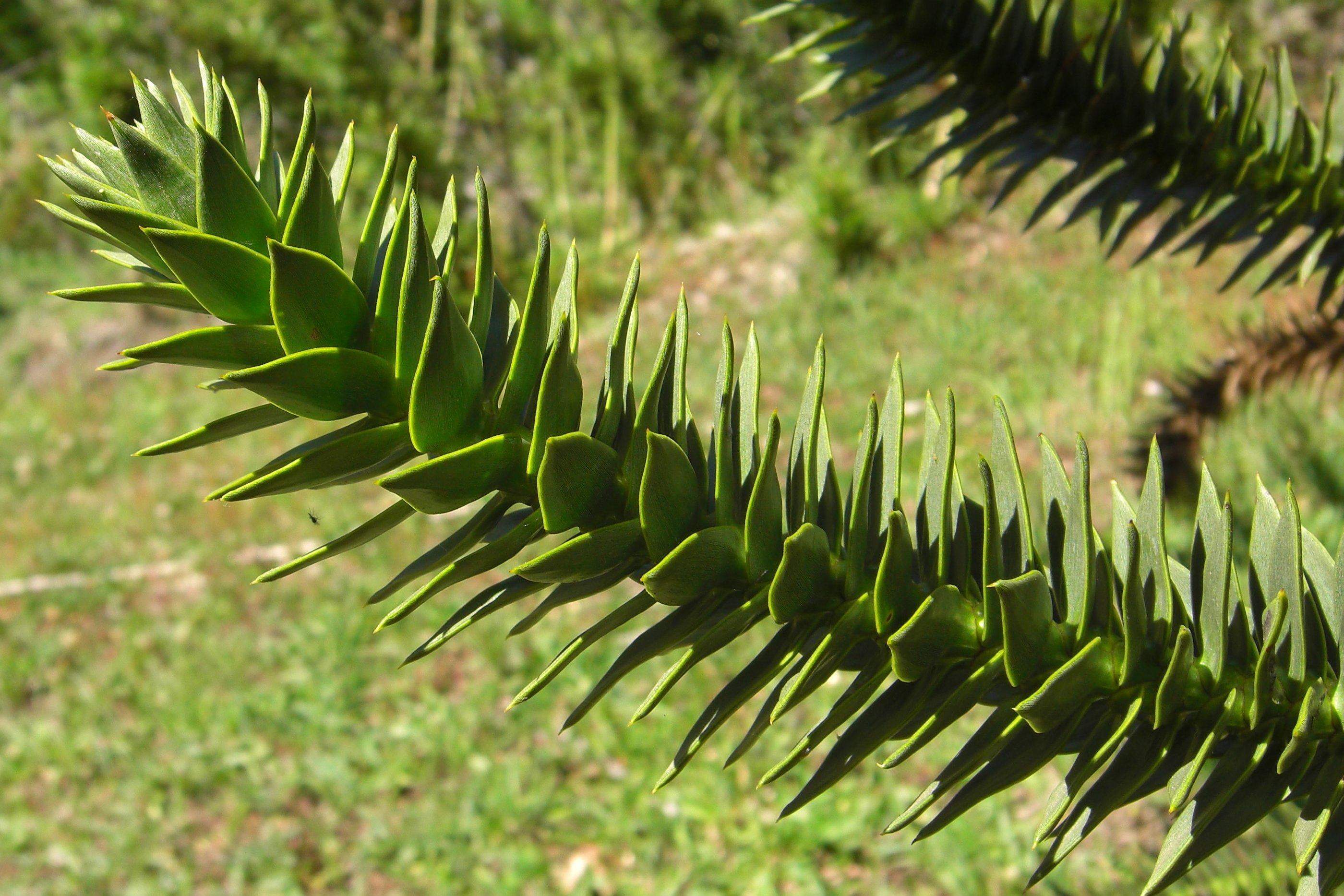
Rameaux feuillés.

L'araucaria mesure à l'âge adulte de 30 à 40 m de hauteur pour un diamètre de 1 à 1,5 m. Un individu du Parc national Conguillío a atteint les dimensions record de 50 m de hauteur pour un diamètre à hauteur de poitrine de 223 cm. On estime que cette espèce peut dépasser l'âge de mille ans, certains individus ayant un âge estimé à 2000 ans environ.
Le tronc est très droit et son écorce résineuse, rude et épaisse (de 10 à 14 cm d’épaisseur), peut être grisâtre ou rougeâtre ; cette écorce peut représenter jusqu'à 25 % du volume du tronc. Elle présente un motif en carreaux polygonaux qui correspondent aux cicatrices d'insertion des anciens rameaux. Ces derniers sont disposés en hélice de 3 à 7 branches, horizontales ou légèrement concaves. Lorsque l'individu est jeune, les rameaux du bas touchent le sol et l'arbre a un port pyramidal. Plus âgé, les rameaux du bas tombent, le tronc se dégage, et la couronne a tendance à devenir plus ouverte, en parapluie.
Le bois est brun-jaunâtre, homogène, d’une densité de 670 kg/m3, présentant une bonne résistance mécanique, surtout lorsqu'il est sec. Il possède une résistance moyenne aux attaques fongiques.
Les feuilles densément imbriquées forment un manchon cylindrique autour des branches au point de couvrir entièrement ces dernières. Ces feuilles sont en forme d’écailles coriaces, ovales ou lancéolées, d’un vert soutenu luisant, et mesurent 3 à 5 cm de longueur pour 0,8 à 2,5 cm de largeur. Elles sont persistantes et leur durée de vie est longue (de 10 à 15 ans). Elles présentent des stomates sur les deux faces et sont insérées en spirale sur le rameau, sans pétiole (sessiles).
L'espèce est généralement dioïque mais il arrive qu'un même arbre porte des cônes mâles et femelles (monoïque stricte). Les cônes mâles apparaissent, dans les zones d’origine, en août ou septembre, et uniquement sur les arbres qui dominent la canopée (ceci peut varier chez les individus poussant dans d’autres régions, notamment dans l'autre hémisphère terrestre). Ces cônes mâles sont allongés, groupés par trois, quatre ou cinq, aux extrémités des branches. Ils sont brun-jaunâtre à maturité et mesurent de 7 à 15 cm de long pour 4 ou 5 cm de large,. Chaque écaille mâle porte 6 à 15 sacs polliniques[réf. nécessaire].
Les cônes femelles, isolés ou groupés par deux, de forme globuleuse, peuvent atteindre la taille d’un melon (10 à 18 cm de long pour 8 à 15 cm de large). Ils commencent à se développer de façon sensible fin novembre dans les régions d’origine. La pollinisation est assurée par le vent (anémophilie). Chaque cône est composé d’environ 700 écailles[réf. nécessaire] autour d’un axe dressé. Les ovules se situent sur la face supérieure de ces écailles. Un cône femelle produit de 120 à 200 graines ressemblant à de gros pignons. La maturité du cône est atteinte en 2 ou 3 ans ; le cône est alors brun sombre et finit par tomber.
Les graines sont recouvertes d’une enveloppe brune ou orangeâtre. Elles ont une forme de triangle allongé et mesurent de 2,5 à 4 cm de longueur pour 0,7 à 1,5 cm de largeur. Elles sont plutôt lourdes, près de 3,8 g par graine (soit 200 à 300 graines au kilo). Dans les conditions naturelles, la dispersion des graines se fait essentiellement par la gravité ; la plupart des semences tombent sous la couronne de l'arbre-mère, avec une distance maximale de dispersion initiale de 11 à 15 m du tronc. Mais certains animaux peuvent participer à cette dispersion, tels que certains rongeurs ou des perroquets (par exemple la Conure à long bec).

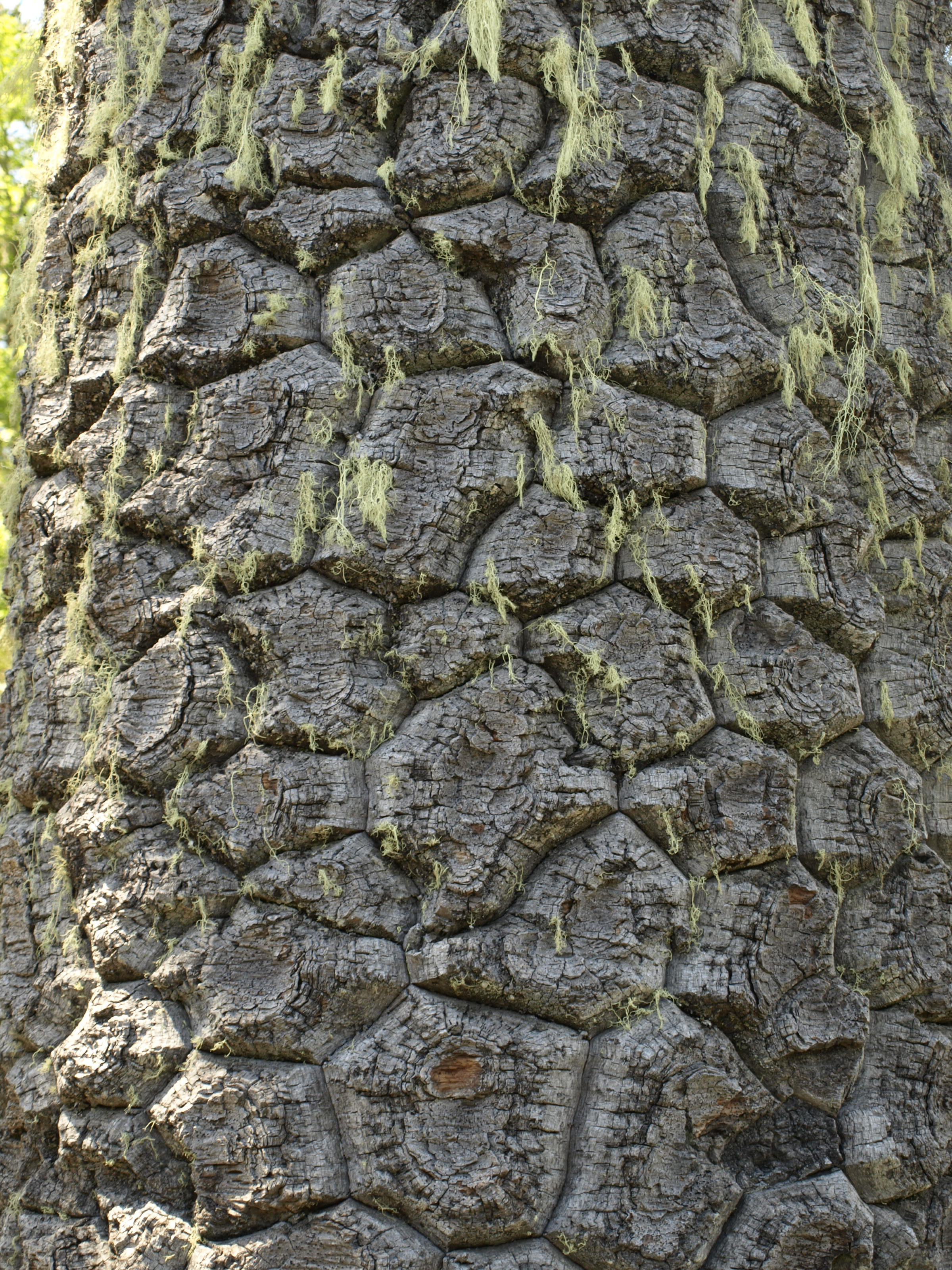
Écorce d'un tronc mature
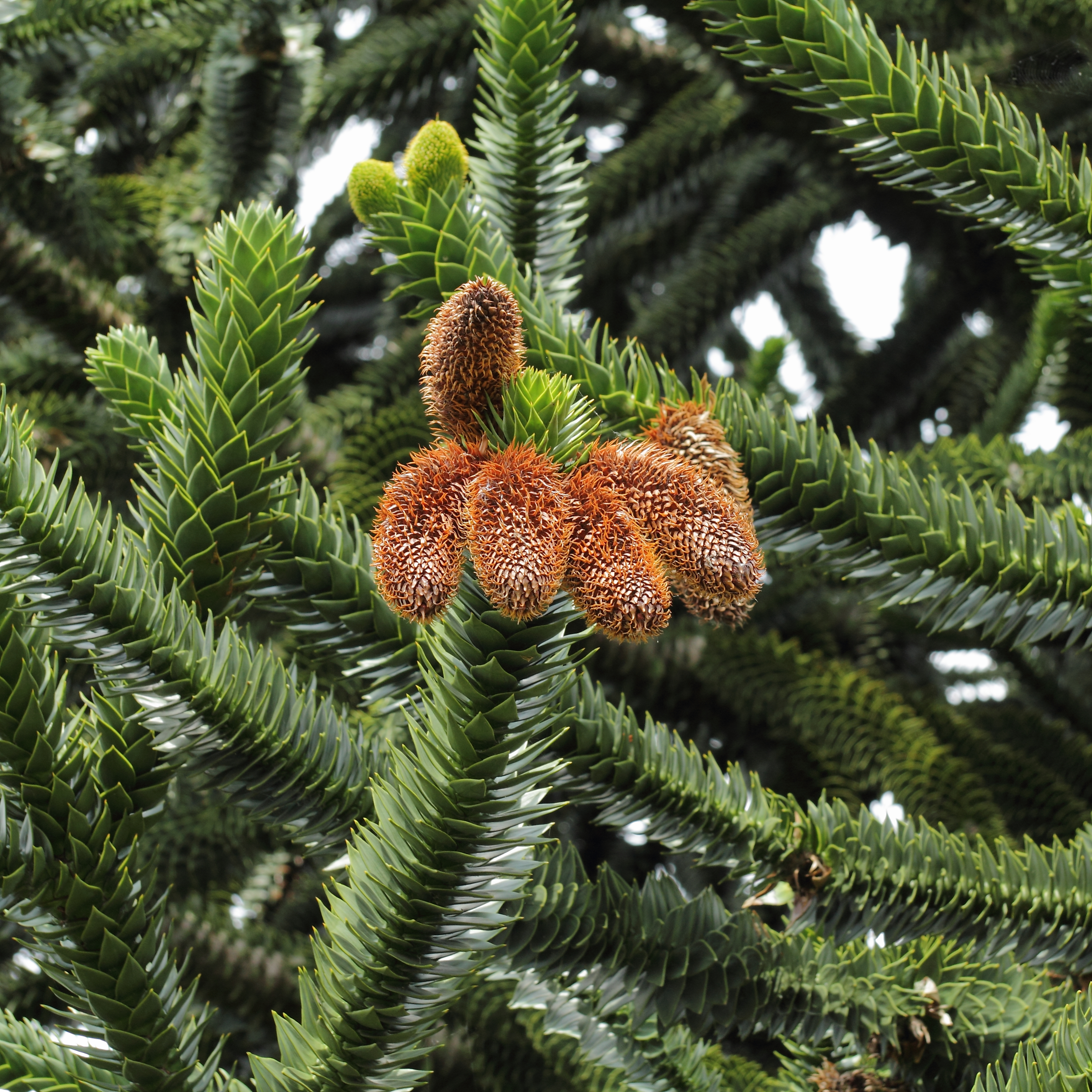
Cônes mâles
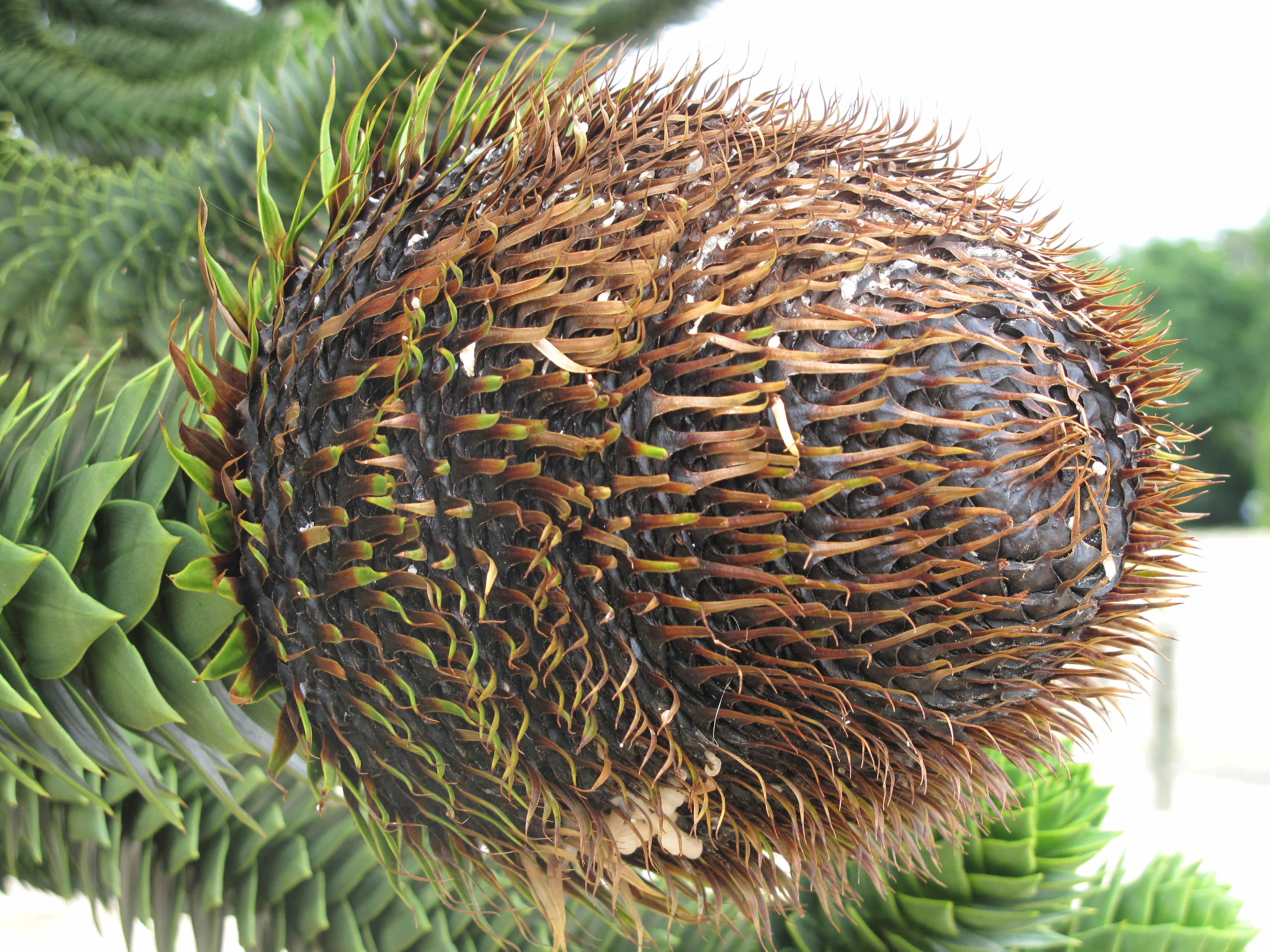
Cône femelle
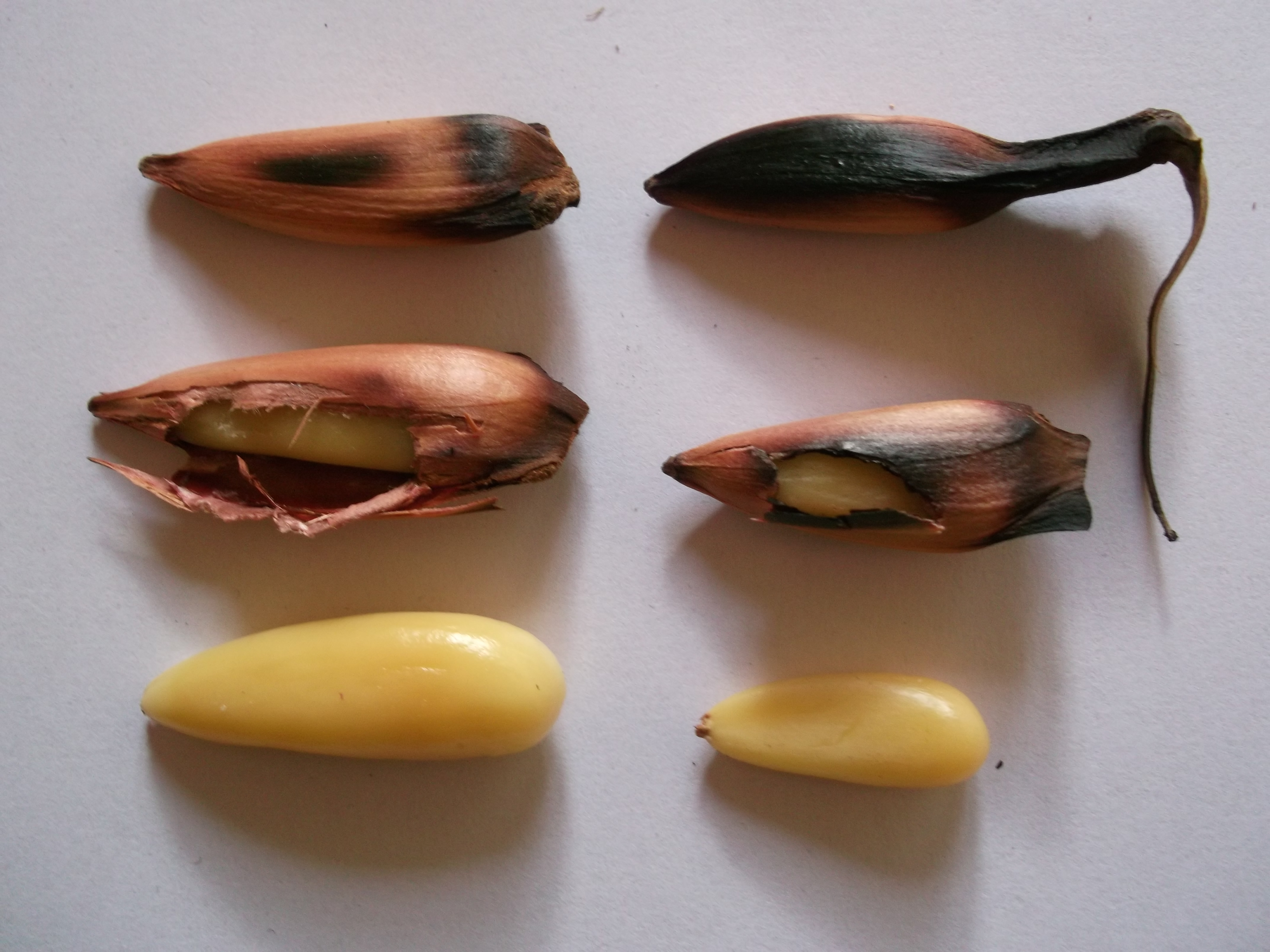
Pignons grillés
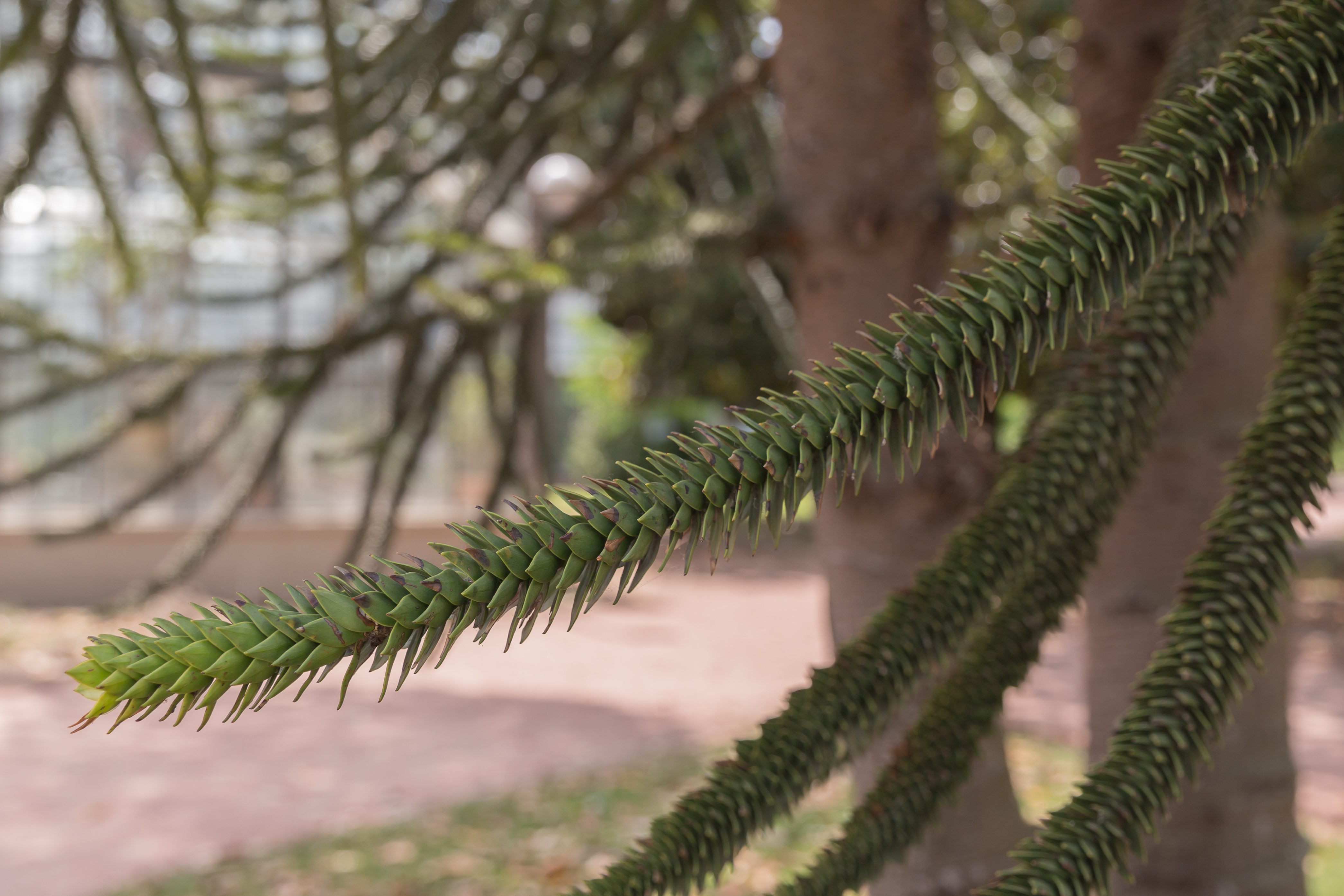
Détail d'une branche.

## Répartition et habitat

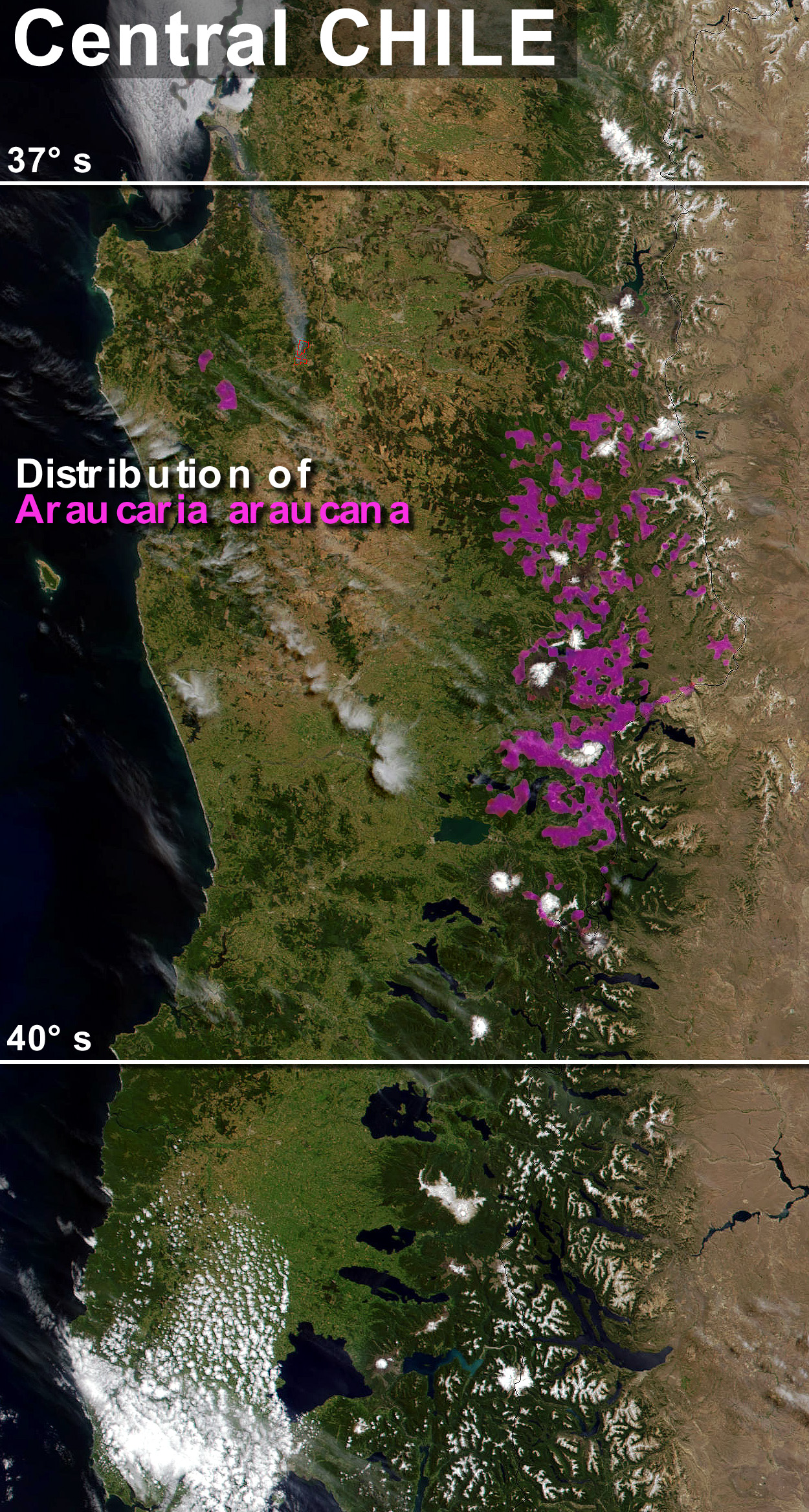
Aire de répartition de l'Araucaria du Chili.

Cet arbre est originaire du sud de l'Amérique du Sud, au sud du Chili et au sud-ouest de l'Argentine. On le trouve dans deux régions montagneuses distinctes : la cordillère des Andes et la cordillère de Nahuelbuta.
Dans la cordillère des Andes, son aire de répartition se trouve entre 37 et 40° de latitude Sud,. Il pousse à des altitudes variant de 600 jusqu'à 1 700 m et il constitue souvent les populations d'arbres figurant la limite forestière altitudinale. Là, les sols sont d’origine volcanique (roche-mère basaltique ou andésitique souvent recouverte de cendres et scories volcaniques). Les températures hivernales sont de -5 à −10 °C en moyenne (jusqu'à −20 °C sur les versants orientaux), alors que les températures estivales peuvent atteindre 30 °C au cours de la courte saison de croissance. La pluviométrie dépend des versants considérés, mais les précipitations se font souvent sous forme de neige. Alors que les versants occidentaux reçoivent entre 2000 et 4 500 mm de précipitations par an, les versants orientaux reçoivent 1600 à 1 900 mm/an en altitude, et seulement 600 mm dans les zones de moindre altitude.
Dans la cordillère de Nahuelbuta, son aire de répartition est fragmentée en deux petites zones. Une se situe entre les latitudes 37° 40′ et 37° 50′ S, et les araucarias y poussent entre 1000 et 1 400 m d’altitude, l'autre se situe autour du parallèle 38° 40′ S, à 600 m d’altitude environ. Les sols sont granitiques ou métamorphiques, et contiennent davantage de matière organique que dans les Andes. Le climat y est plus modéré que dans les Andes, les températures s'échelonnant entre −1 °C (en hiver) et 9 °C (en été), pour une pluviométrie de 1500 à 3 000 mm/an.

## Écologie

### Reproduction et croissance
Les premières fructifications se produisent vers l'âge de 25 ans, parfois moins (15 ans pour les plus précoces), mais la production de cônes et de graines ne devient abondante qu'à partir d'environ 40 ans.
Seules les graines germant dans une zone dégagée ou sous couvert peu dense ont une chance de se développer, ce qui est rarement le cas, car les plantules issues de la germination se retrouvent généralement sous le couvert de l'arbre-mère ou du sous-bois dense.
Les graines ont un pouvoir germinatif assez faible, de 3 à 4 mois. Des études montrent que la capacité de germination sans traitement préalable des graines n'est que de 56 %, mais elle peut atteindre 90 % après vernalisation par stratification froide à 4 °C durant 4 mois.
Cette espèce peut réaliser une reproduction végétative en produisant des rejets à partir des racines de surface ou en produisant des gourmands. Ce type de reproduction est plus commun dans les populations de la cordillère de Nahuelbuta, où le sol est plus mince et les racines plus superficielles, ou alors après un incendie qui fragilise l'écorce et dégage le couvert végétal.
L'Araucaria du Chili est une espèce à croissance lente mais présentant une grande longévité. Dans les populations naturelles, la croissance en hauteur est de 5 à 8 cm par an, et la croissance en diamètre de 2,3 à 2,7 mm par an.

### Résistance aux incendies
L'Araucaria du Chili est adapté aux incendies et on le trouve dans des régions qui y sont exposées soit par l'activité volcanique, soit par l'action humaine. En effet, il est protégé par plusieurs caractéristiques : une écorce épaisse, la capacité à produire des bourgeons épicormiques et le fait que les bourgeons terminaux des branches soient protégés à l'aisselle des feuilles épaisses, coriaces et imbriquées. Une étude sur les suites d’un incendie dans une forêt mixte de Nothofagus antarctica et d’Araucaria araucana a montré que le feu n'avait tué que les jeunes Araucarias (dans ce cas, ceux dont le diamètre était inférieur à 30 cm). Dans la décennie qui suivit l'incendie, des nombreuses germinations de graines d’Araucaria eurent lieu, notamment autour d’individus femelles ayant survécu ou autour d’anciennes caches de granivores ayant accumulé des graines. Par la suite, l'Araucaria a poussé plus vite que les Nothofagus et lors d’une nouvelle étude sur le même site, les jeunes Araucarias atteignaient 10 à 20 m, surpassant les Nothofagus du même âge avec leurs 2 à 5 m.

### Associations végétales

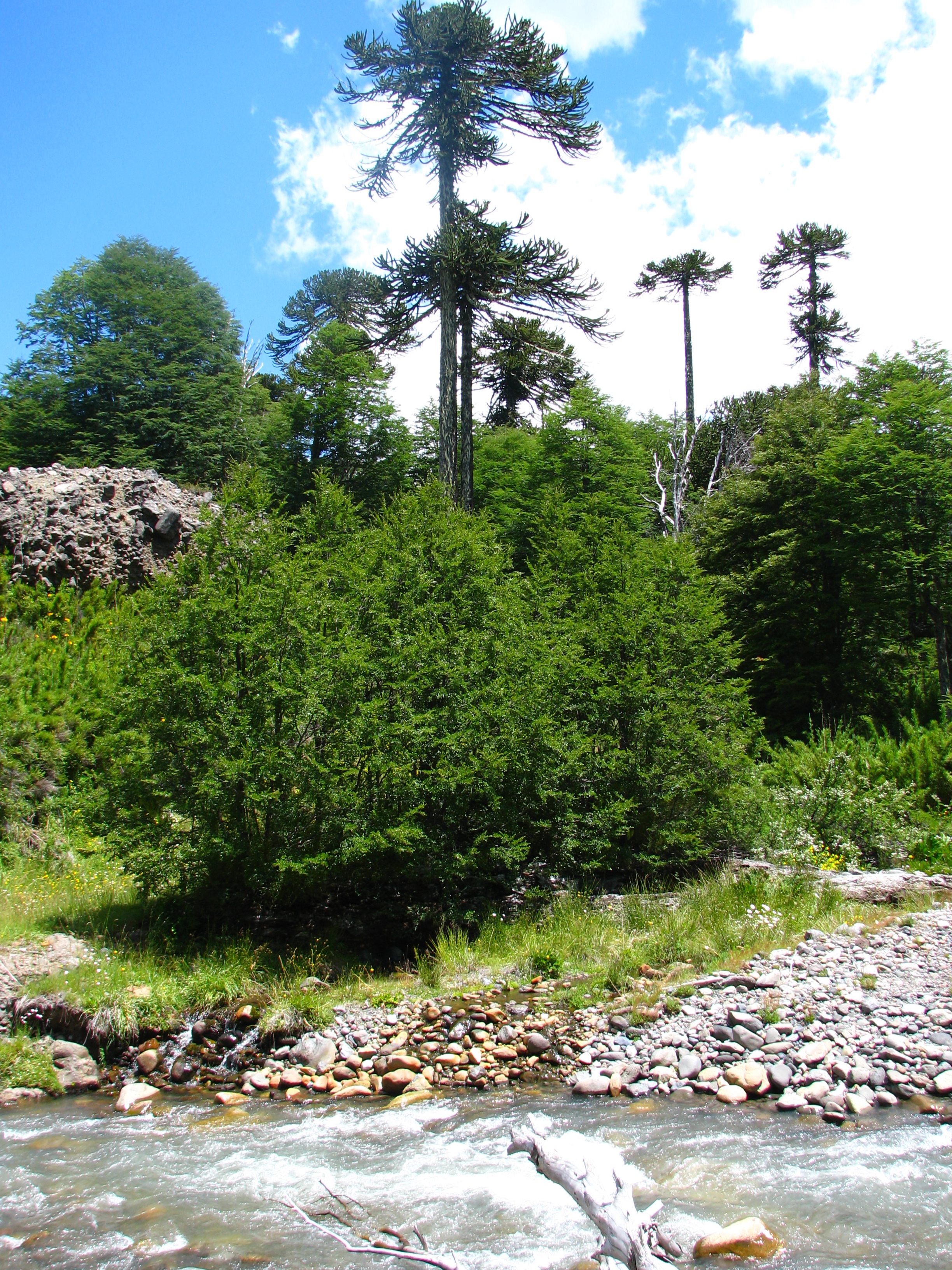
L'Araucaria du Chili (second plan) pousse parfois en association avec Nothofagus antarctica (premier plan).

On peut le trouver dans des forêts d’arbres caducs et/ou de conifères, généralement comme espèce dominante, ou en bosquets où il est la seule espèce d’arbre.
Alors que sur les versants orientaux des Andes, il pousse souvent en populations pures, ou isolés au milieu de steppes, il pousse, sur les versants occidentaux, assez souvent en association avec Nothofagus antarctica, Nothofagus pumilio ou Nothofagus dombeyi, même si on retrouve des populations pures dans les localisations où les conditions climatiques sont difficiles (notamment à la limite supérieure des arbres, en altitude, où les araucarias sont seuls et souvent d’aspect rabougri).
Dans la cordillère de Nahuelbuta, on le trouve en compagnie de Nothofagus antarctica, Nothofagus pumilio, Nothofagus dombeyi, Nothofagus alpina, et même Nothofagus obliqua dans certains secteurs. À plus basse altitude, il peut côtoyer Saxegothaea conspicua, Eucryphia cordifolia, Weinmannia trichosperma, Laurelia sempervirens, et parfois Drimys winteri, dans les localisations les plus humides. Le sous-bois y est souvent composé de Chusquea culeou, Drimys andina et de Berbéris.

### Mycorhizes et attaques fongiques
L'Araucaria du Chili possède des endomycorhizes à arbuscules ou à vésicules, en symbiose avec divers zygomycètes et, au moins au niveau expérimental, avec des gloméromycètes.
L'espèce est sensible à une rouille due à Mikronegeria fagi, champignon parasite ayant Nothofagus obliqua comme second hôte. Cette maladie attaque essentiellement les feuilles. Un autre champignon, Calicopsis brevipes, peut s'attaquer aux feuilles de l'araucaria du Chili, mais aussi à l’écorce des individus jeunes.

## Systématique et nomenclature

### Taxonomie et dénominations
La première description scientifique de cette espèce fut réalisée en 1782, sous le nom Pinus araucana (basionyme), par le prêtre jésuite et naturaliste chilien Juan Ignacio Molina dans son ouvrage Saggio sulla storia naturale del Chili. En 1869, le botaniste allemand K. Koch propose de placer cette espèce dans le genre Araucaria, proposé par le botaniste français Antoine-Laurent de Jussieu depuis 1789.
Les noms Dombeya chilensis Lam., Columbea quadrifaria Salisb., Araucaria imbricata Pavón, Araucaria chilensis Mirb. et Araucaria dombeyi Rich. sont des synonymes non valides.
L'arbre est appelé désespoir des singes en Europe. Cette expression serait apparue lors de son importation en Angleterre vers 1850. Alors que Sir William Molesworth faisait admirer un spécimen dans son jardin, un de ses invités, le juriste Charles Austin, adepte de la doctrine utilitariste benthamiste, aurait fait remarquer qu'un singe aurait bien du mal à grimper sur cet arbre en raison de ses feuilles très rigides et pointues, presque épineuses. Cela dit, il n'y a pas de singes au Chili où on ne l'appelle pas ainsi. Son nom chilien est pehuén, et une des tribus Mapuches, les Pehuenches, porte son nom car elle se nourrissait beaucoup de ses graines qui constituaient son alimentation de base. Ce peuple, appelé araucaria (hispanisation du mot quechua qui signifierait ennemi) par les colons espagnols, vit dans la région de l'Araucanie et a donné le nom scientifique de la plante.
Araucaria araucana est l'arbre national du Chili : en 1976, il est classé monument naturel national et en mars 1990, le président de la République du Chili Patricio Aylwin le déclare trésor national et arbre national pour répondre aux campagnes écologiques alertant sur les causes de la diminution de la superficie des forêts originelles d'araucarias de 50 % (extraction massive de pignons, maladies parasitaires, déforestation ou plantation de pins exotiques, changement climatique).

### Histoire
La première rencontre officielle de cet arbre avec un Européen a lieu en 1780, alors qu'un Espagnol recherche de nouvelles essences pour la construction navale.
En 1795, le médecin, botaniste et artiste britannique Archibald Menzies, de passage au Chili lors du retour du voyage d'exploration de l'HMS Discovery (1791-1795), est reçu par le gouverneur et on lui propose parmi les desserts des pignons d'Araucaria. Il rapporta plusieurs graines à Londres, mais une seule germa ; le jeune arbre, d'abord cultivé en serre chaude, fut planté en plein air dans les jardins botaniques royaux de Kew en 1806, où il vécut jusqu'en 1892.
Le premier Araucaria du Chili planté en France le fut dans le Jardin des Plantes de Paris en 1837. Mais ce n'est qu'en 1844 que William Lobb envoya en provenance du Chili des graines de cet arbre en grand nombre vers l'Europe.

## Utilisations

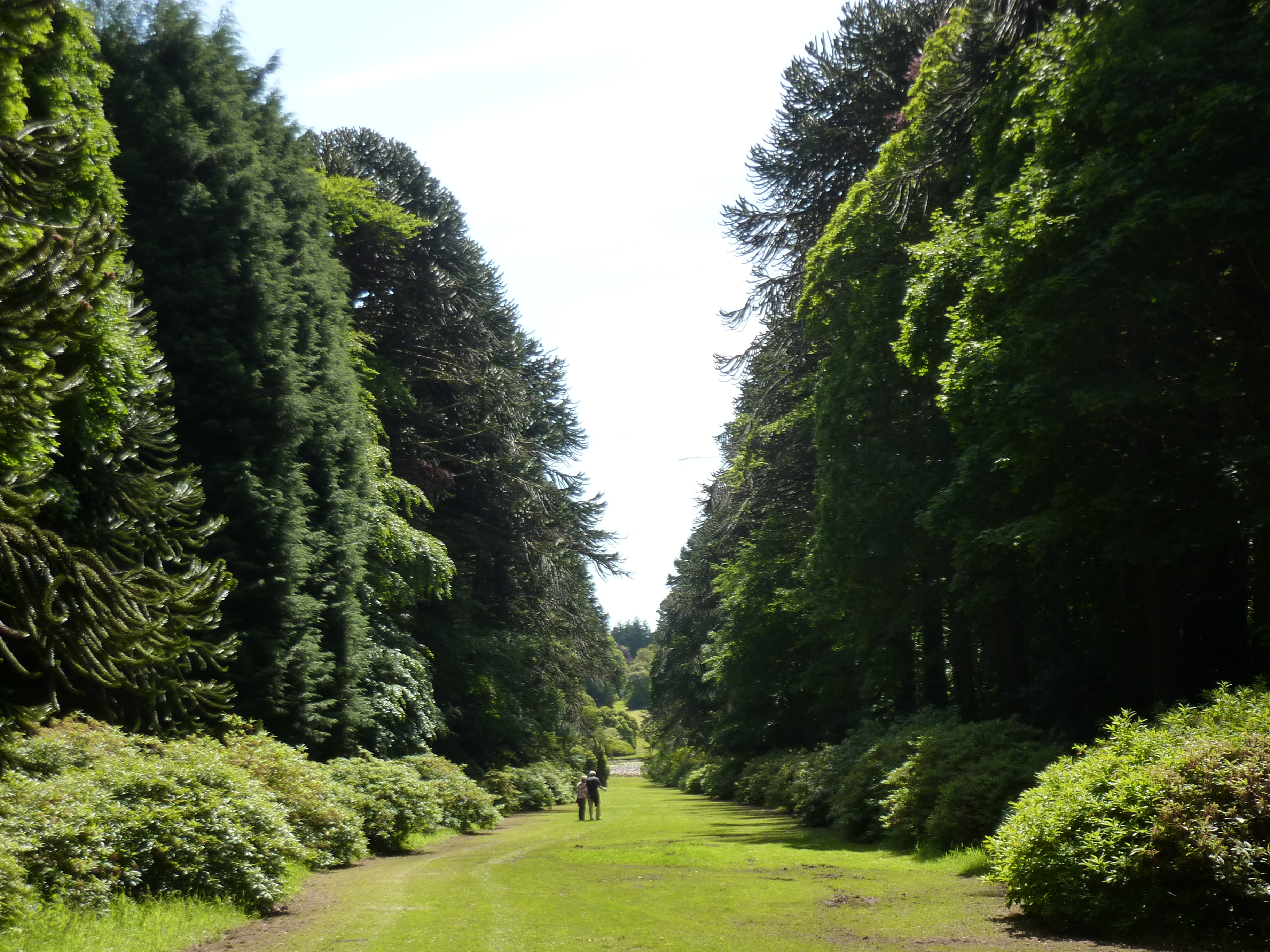
Dans un but décoratif, l'Araucaria du Chili est généralement planté seul, mais il peut être planté en alignement.

Traditionnellement, les habitants vivant à proximité des forêts où vit cet Araucaria utilisent son bois comme combustible et matériau de construction, sa résine à des fins médicinales (notamment contre les ulcérations de la peau) et ses graines comme source de nourriture. En effet, ces graines (pignons) sont comestibles et sont largement exploitées, notamment au Chili. Chez certaines tribus Mapuches, ces graines peuvent représenter jusqu'à 10 à 15 % du régime alimentaire, surtout de février à mai (période de récolte des pignons) et parfois au cours des longs hivers (juin à septembre). Les pignons, consommés cuits, sont réputés avoir un goût « riche et délicieux ».
Le bois est utilisé dans de nombreux secteurs : fabrication de panneaux de placage, de contreplaqué, d'emballages, de caisses et de meubles ; construction de maisons, de planchers, de plafonds, de piliers, de fenêtres ou d'escaliers, mais aussi production de pâte à papier et pâte à carton.
Hors de sa zone d’origine, cet arbre est essentiellement planté à des fins ornementales. Il est très souvent planté seul, à des fins décoratives, ce qui souligne sa symétrie et la beauté de ses formes.

## Culture
L'arbre est rustique jusqu'à −12 °C.
Un groupe de six femelles avec un mâle pour la pollinisation peut produire plusieurs milliers de graines par an. L'inconvénient majeur de cette production est qu'un arbre femelle ne produit des graines de façon rentable qu'à l'âge de 30 à 40 ans, ce qui décourage les investissements dans la plantation de vergers (bien que les rendements puissent être importants à terme).
Au Chili, chaque année, des tonnes de graines sont récoltées. Les excédents étaient autrefois exportés, mais depuis l'inclusion de l'Araucaria du Chili en annexe I de la CITES, le commerce international de cette espèce et de ses différentes parties est devenu interdit. Les débouchés hors de la tribu se limitent désormais aux marchés locaux, voire nationaux, qui permettent encore aux populations d’augmenter leur revenu annuel.

## Statut et conservation
L'espèce, qui était classée depuis 1998 dans la catégorie VU (vulnérable) dans la liste rouge de l'UICN, est passée dans la catégorie EN (en danger) depuis 2013. En effet, une étude récente a montré que depuis 1977, les deux tiers des forêts de l'aire de répartition de cette espèce avaient disparu et que les forêts restantes étaient fortement fragmentées. Des incendies au cours de l'été 2001-2002 ont détruit 30 000 hectares de la réserve nationale de Malleco, soit 71 % de l'aire occupée à cet endroit par les araucarias du Chili, y compris des individus vieux de près de 2 000 ans.
L'espèce est totalement protégée en annexe I de la CITES depuis le 19 juillet 2000 et la récolte des individus sauvages est interdite au Chili depuis 1979.
Au Chili, la superficie couverte par cette espèce est de 253 715 ha, dont près de 50 % se situent dans des zones protégées ; en Argentine, la superficie est beaucoup plus réduite, mais intégralement incluse dans des parcs nationaux.